# Złota reguła bankowa
Złota reguła bankowa – jest pojęciem związanym z zarządzaniem bądź analizą kapitału obrotowego. Określana jest również mianem „drugiego stopnia pokrycia”. 
Zasada ta jest rozwinięciem złotej reguły bilansowej według której podziałowi kapitału finansującego działalność przedsiębiorstwa długoterminowo i krótkookresowo odpowiada podział aktywów na trwałe i obrotowe (wykorzystywane przez przedsiębiorstwo w wielu cyklach lub jednym cyklu obrotowym). Za kapitał finansujący przedsiębiorstwo długoterminowo przyjmuje się tu kapitał własny. Relację tę określa się czasem wskaźnikiem zastosowania kapitałów własnych. 
Biorąc pod uwagę, że często trudniej jest pozyskać kapitał własny, modyfikuje się złotą regułę bilansową uwzględniając w definicji długoterminowego finansowania kapitał obcy. Takie zestawienie nazywa się „złotą regułę bankową”, zgodnie z którą aktywa trwałe powinny być finansowane kapitałem stałym, tj. kapitałem własnym i długoterminowym kapitałem obcym.
Jeśli kapitał obrotowy (kapitał pracujący) jest dodatni, wówczas złota reguła bankowa jest spełniona. Należy jednak pamiętać, że kapitał obrotowy, do którego odwołuje się ta reguła, jest zależny od branży. Tym samym interpretacja zjawiska finansowego z perspektywy tej reguły nie zawsze będzie jednoznaczna.